# Aloe pirottae
Aloe pirottae é uma espécie de liliopsida do gênero Aloe, pertencente à família Asphodelaceae.